# 茨城県道296号十王停車場線

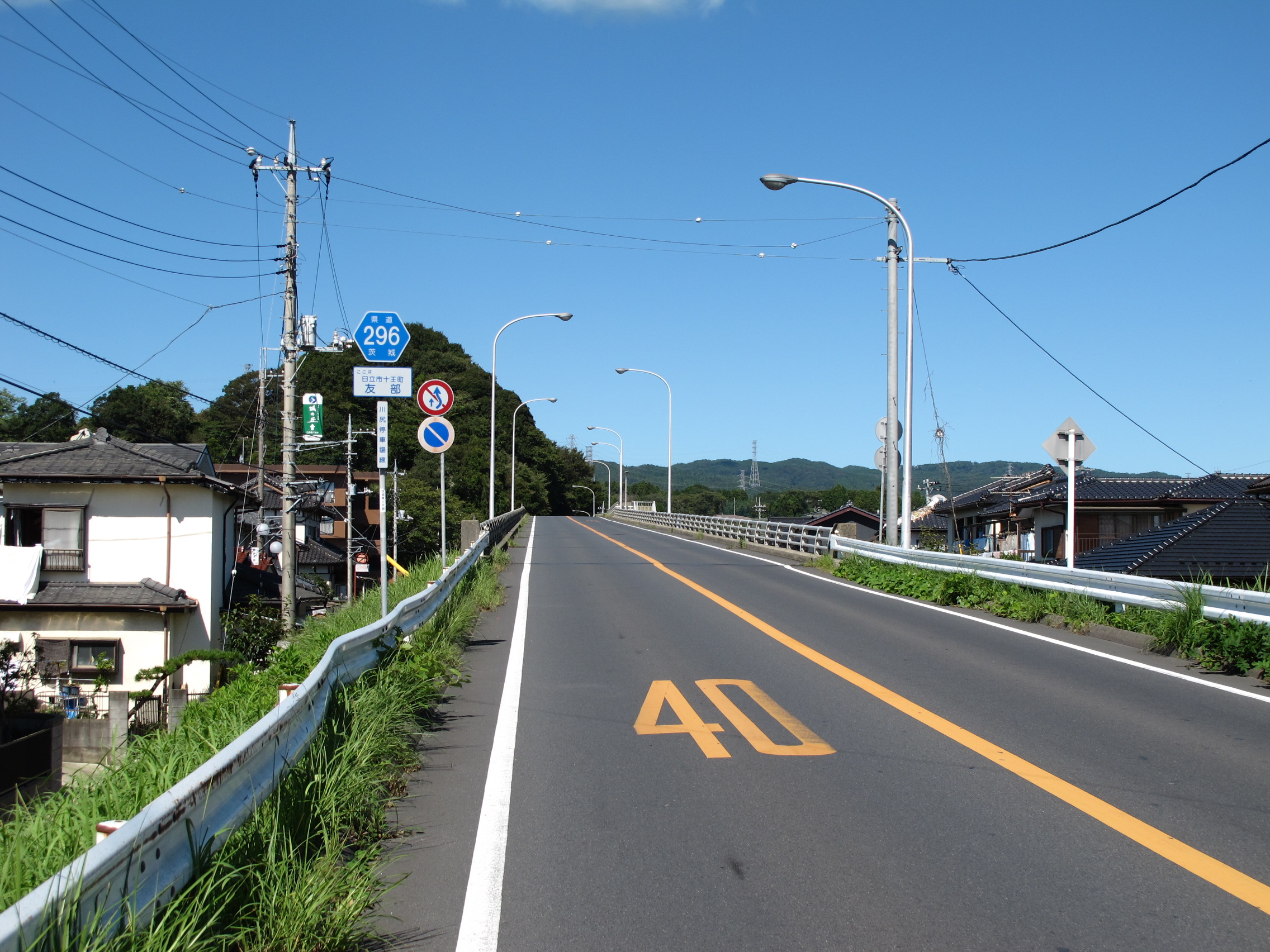
茨城県道296号十王停車場線
日立市十王町友部付近・川尻跨線橋方向
（2011年9月）

茨城県道296号十王停車場線（いばらきけんどう296ごう じゅうおうていしゃじょうせん）は、茨城県日立市にあるJR常磐線十王駅と茨城県道・福島県道10号日立いわき線を結ぶ茨城県の県道である。

## 概要
- 起点：茨城県日立市十王町友部東2丁目1番1地先（十王駅東口）[1]
- 終点：茨城県日立市十王町友部112-3番地（茨城県道10号日立いわき線交点＝十王郵便局前交差点）[2]
- 総延長：0.809 km[3]
- 重用延長：なし[3]
- 未供用延長：なし[3]
- 実延長：0.809 km[3]
- 自動車交通不能区間延長[注釈 1]：なし[3]

## 歴史
1959年（昭和34年）10月14日、前身にあたる県道川尻停車場友部線（整理番号一九三）を廃止し新たな路線として茨城県が県道路線認定した。この当時の路線名称は川尻停車場線であった。1995年（平成7年）に、整理番号を296に変更し、2004年（平成16年）、川尻駅が十王駅に駅名を変更と同時に、現在の路線名称である県道十王停車場線に名称変更している。

### 年表
- 1897年（明治30年）2月25日：十王駅（旧川尻駅）が開業する。
- 1923年（大正12年）4月1日：現在の路線の前身である川尻停車場友部線が路線認定される[5]。
- 1959年（昭和34年）10月14日
  - 川尻停車場線として路線認定される[6]。
  - 道路の区域は、多賀郡十王町大字友部の川尻停車場を起点とし、県道日立勿来線交点を終点に決定する[7]。
- 1974年（昭和49年）5月13日：起点・川尻駅 - 多賀郡十王町大字友部（十王郵便局前交差点）間に、川尻跨線橋を含むバイパス道路（1.11 km）を建設する道路区域を指定[8]。
- 1979年（昭和54年）10月1日：日立市川尻町 - 多賀郡十王町大字友部（十王郵便局前交差点）の川尻跨線橋が開通[9]。
- 1980年（昭和55年）7月17日：常磐線の踏切除却に伴い、旧道（256m）を指定解除。終点が現在地に移る[2]。
- 1992年（平成4年）8月31日：多賀郡十王町大字友部地内の川尻駅東口より川尻跨線橋東交差点に接続する新道を指定し供用開始[1]。
- 1995年（平成7年）3月30日：整理番号105から現在の番号（整理番号296）に変更される[10]。
- 2004年（平成16年）3月13日：JR川尻駅が十王駅へと改称。同時に、川尻停車場線から現在の路線名である十王停車場線に改称[11]。
- 2010年（平成22年）5月31日：日立市十王町友部東2丁目 - 同市川尻町6丁目の旧道（延長326 m）が指定解除され、日立市道へ降格[12]。

## 路線状況

### 道路施設
- 川尻跨線橋（JR常磐線、日立市十王町友部）

## 地理

### 通過する自治体
- 茨城県日立市

### 交差する道路
- 茨城県道297号十王停車場川尻線（日立市十王町友部東：川尻跨線橋東交差点）
- 茨城県道10号日立いわき線（終点・日立市十王町友部：十王郵便局前）
- 茨城県道230号高萩友部線（終点・日立市十王町友部：十王郵便局前）

### 沿線
- JR常磐線 十王駅